# John Wentworth (homme politique)
Pour les articles homonymes, voir John Wentworth.
John Wentworth, surnommé « Long John », né le 5 mars 1815 à Sandwich (New Hampshire) et mort le 16 octobre 1888 à Chicago (Illinois), est un homme politique américain, membre du Parti démocrate (1843–1855) et du Parti républicain (1857). Il est le rédacteur en chef du Chicago Democrat, maire de Chicago à deux reprises, et membre pendant six mandatures de la Chambre des représentants des États-Unis.
John Wentworth mesurait 1,98 m de haut et pesait plus de 136 kg. Il buvait au moins une pinte de whisky par jour et mangeait de 30 à 40 aliments différents en un seul repas.
Après avoir grandi dans le New Hampshire, il emménage dans la ville de Chicago en 1836, alors en pleine expansion, où il fait sa vie d'adulte. Après s'être retiré de la politique, il écrit une généalogie en trois volumes de la famille Wentworth aux États-Unis.

## Biographie
Wentworth est né le 5 mars 1815 à Sandwich, petite ville du centre de l'État du New Hampshire. Il fait ses études à la New Hampton School à l'Institut littéraire de New Hampton, à l'académie de Dudley Leavitt et à l'université privée de Dartmouth College, diplômé de ce dernier en 1836.
Plus tard cette année-là, Wentworth rejoint une vague d'immigrants à destination de l'ouest et s'installe à Chicago, arrivant dans la ville le 25 octobre 1836. Il devient rédacteur en chef du premier journal de Chicago, le Chicago Democrat, dont il devient finalement le propriétaire et l'éditeur. Wentworth est admis au barreau en 1841.
Il ouvre un cabinet d'avocats et entre en politique. Il est un partenaire commercial du financier de l'Illinois Jacob Bunn, et les deux hommes sont deux des fondateurs de la Chicago Secure Depository Company.
En 1844, il épouse Roxanna Marie Loomis avec laquelle il a une fille.

## Carrière politique
Wentworth commence son engagement politique en tant que démocrate jacksonien et défend ces opinions au sein du Parti démocrate de Chicago. Après avoir soutenu la candidature à la mairie de William Butler Ogden en 1837 (le premier maire dans l'histoire de Chicago), il lance son journal Chicago Democrat dans la foulée pour soutenir la candidature d'Ogden. Par la suite, il est nommé par Odgen pour occuper le poste d'imprimeur de la ville.
Après être devenu militant démocrate, Wentworth est élu à la Chambre des représentants des États-Unis, où il sert pour un total de six mandats, dont cinq en tant que démocrate : (4 mars 1843 - 3 mars 1851 et 4 mars 1853 - 3 mars 1855).
Il retourne à Chicago et s'affilie au Parti républicain. Wentworth est élu maire pour la première fois lors de l'élection du maire de Chicago en 1857 ; il sert deux mandats, de 1857 à 1858 et de 1860 à 1861, (étant élu pour son deuxième mandat lors de l'élection du maire de Chicago en 1860, succédant au démocrate John Charles Haines qui se retire de la vie politique). Lors de son deuxième mandat, il s'affilie de nouveau au Parti démocrate.
Lorsqu'il est à la tête de l'administration de Chicago, il s'engage dans la répression de la prostitution dans la ville et engage des espions pour déterminer qui fréquentait les bordels de Chicago. En 1857, Wentworth mène un raid sur « les Sands », le quartier chaud de Chicago, qui entraîne l'incendie de la région.
Wentworth siège au Chicago Board of Education, le département chargé de la gestion des écoles publiques dans la ville de Chicago.
En 1864, Wentworth se présente à nouveau au Congrès, en tant que républicain, et est élu pour son dernier mandat, du 4 mars 1865 au 3 mars 1867. Pendant qu'il est à la Chambre des représentants, il y eut un vote controversé pour régler une question de frontière entre les États du Wisconsin et de l'Illinois, le Wisconsin revendiquant des terres jusqu'à la pointe du lac Michigan. On a promis à Wentworth que s'il votait pour céder les terres, donts Chicago, à l'État du  Wisconsin, il serait nommé au Sénat américain. Wentworth décline l'offre.

## Fin de vie

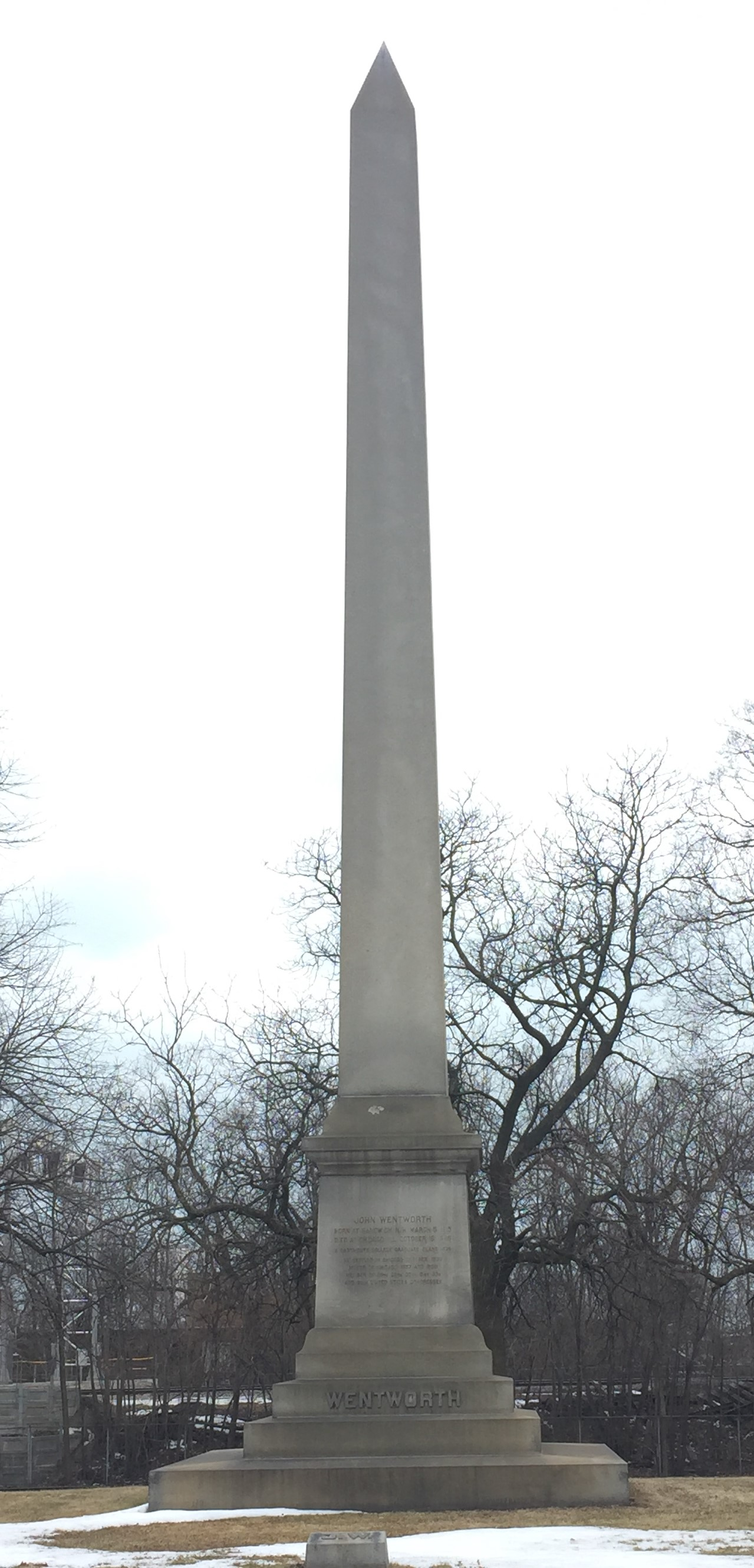
Sépulture.

Après avoir pris sa retraite, à partir de 1868, Wentworth vit jusqu'à sa mort dans sa propriété au 5441 South Harlem Avenue à Chicago. Il possédait environ 5 000 acres (soit 20 km2) de terrain dans ce qui fait aujourd'hui partie du quartier de Garfield Ridge à Chicago.
En 1878, il écrit une généalogie en trois volumes de la famille Wentworth aux États-Unis intitulée The Wentworth Genealogy. Il relate l'ascendance de l'aîné William Wentworth, le premier de cette famille en Nouvelle-Angleterre, et ses cinq premières générations de descendants dans le « Nouveau Monde ». Les deuxième et troisième volumes traitent des nombreux descendants de "l'Ancien" et d'autres du nom. John est un quatrième arrière-petit-fils de William.
John Wentworth meurt le 16 octobre 1888 à 73 ans. Il est enterré au cimetière de Rosehill à Chicago. Selon ses dernières volontés, un obélisque en granit de 18,28 mètres de haut (60 pieds), importé du New Hampshire sur deux wagons de chemin de fer, est érigée sur sa pierre tombale. À l'époque, il s'agit de la plus haute pierre tombale du Midwest.
Plus tard, son neveu Moses J. Wentworth s'occupe de ses affaires et finit par gérer également sa succession.

## Sources
- Andreas, A.T. History of Chicago: From the Earliest Period to the Present Time. A.T. Andreas, 1884–86.
- "Death of Ex-Mayor Haines", Chicago Daily Tribune, July 5, 1896, p. 34.
- "Ex-Mayor Haines Dead", Chicago Daily Tribune, July 5, 1896, p. 15.
- Grossman, James R., Ann Durkin Keating and Janice L. Reiff, editors. Encyclopedia of Chicago. University of Chicago Press, 2004.
- Visitors Guide to Historic Rosehill. Chicago: Rosehill Cemetery & Mausoleum, 1987.